# Улица Николая Гринченко
Улица Никола́я Гри́нченко (укр. вулиця Миколи Грінченка) — улица в Соломенском и Голосеевском районах города Киева, в местностях Протасов яр и Демиевка. Пролегает от улицы Протасов Яр до Сапёрно-Слободской улицы.
Приобщаются улицы Байковая и Владимира Брожко.

## История
Часть будущей улицы (между Байковой и улицей Владимира Брожко) сформирована во 2-й половине 1920-х годов как путь без названия. Остальные улицы проложены в конце 1940-х — начале 1950-х годов (кроме заключительного отрезка).
В 1950-х годах отрезок между улицами Протасов Яр и Байковой составлял часть Линейной улицы, остальные в 1955–1961 годах имели название Камская улица (до 1955 года — (2-я) улица Левицкого). Современное название — с 1961 года.
До 2001 года конечная часть улицы имела вид небольшого проезда и достигала Изюмской улицы и Красноармейского переулка; на ней пролегала трамвайная линия. Когда полотно было снято, эта часть улицы, непроезжая до этого, окончательно обветшала и была перекрыта для движения, поэтому некоторое время улица Гринченко пролегала до улицы Владимира Брожко.
Однако в середине 2000-х годов был проложен новый отрезок улицы от улицы Владимира Брожко под Демиевским путепроводом до Сапёрно-Слободской улицы, а «старая» часть улицы реконструирована, расширена и фактически превращена в скоростную магистраль.

## Особенности улицы
Вдоль всей нечётной стороны улицы пролегает железная дорога, поэтому застройка присутствует только на чётной стороне. А вдоль трети длины улицы с чётной стороны находится Байково кладбище.
Несмотря на то, что сама улица сформирована лишь в 1930–50-е годы, на территории фабрики «Роза» находятся несколько построек конца XIX — начала XX века: это остатки военного сухарного завода, существовавшего здесь с конца XIX века. Здания сгорели во время событий 1917-1920 годов, были заброшены до 1930 года, восстановлены и включены в состав сооружений новообразованной ткацкой фабрики «Роза Люксембург» (с 1990-х годов — «Роза»).

## Учреждения и заведения
- № 2/1 — Трикотажная фабрика «Роза»;
- № 4 — ОАО «Бавовнянка».